# Salle André-Mathieu
La salle André-Mathieu, inaugurée le 17 octobre 1979, est une salle de spectacle située au Collège Montmorency, à Laval, au Québec.
Son nom rend hommage au pianiste et compositeur André Mathieu.

## Historique
Au moment de sa fondation, la salle est gérée par la Corporation de la salle André-Mathieu, un organisme issu d'un partenariat entre le Collège Montmorency et la Ville de Laval.
En 2016, la Corporation de la salle André-Mathieu devient un organisme à but non-lucratif [co]motion, qui en assume depuis la direction artistique.
Elle est la plus grande salle de spectacle de la ville de Laval avec 825 sièges.